# John H. Russell Jr.

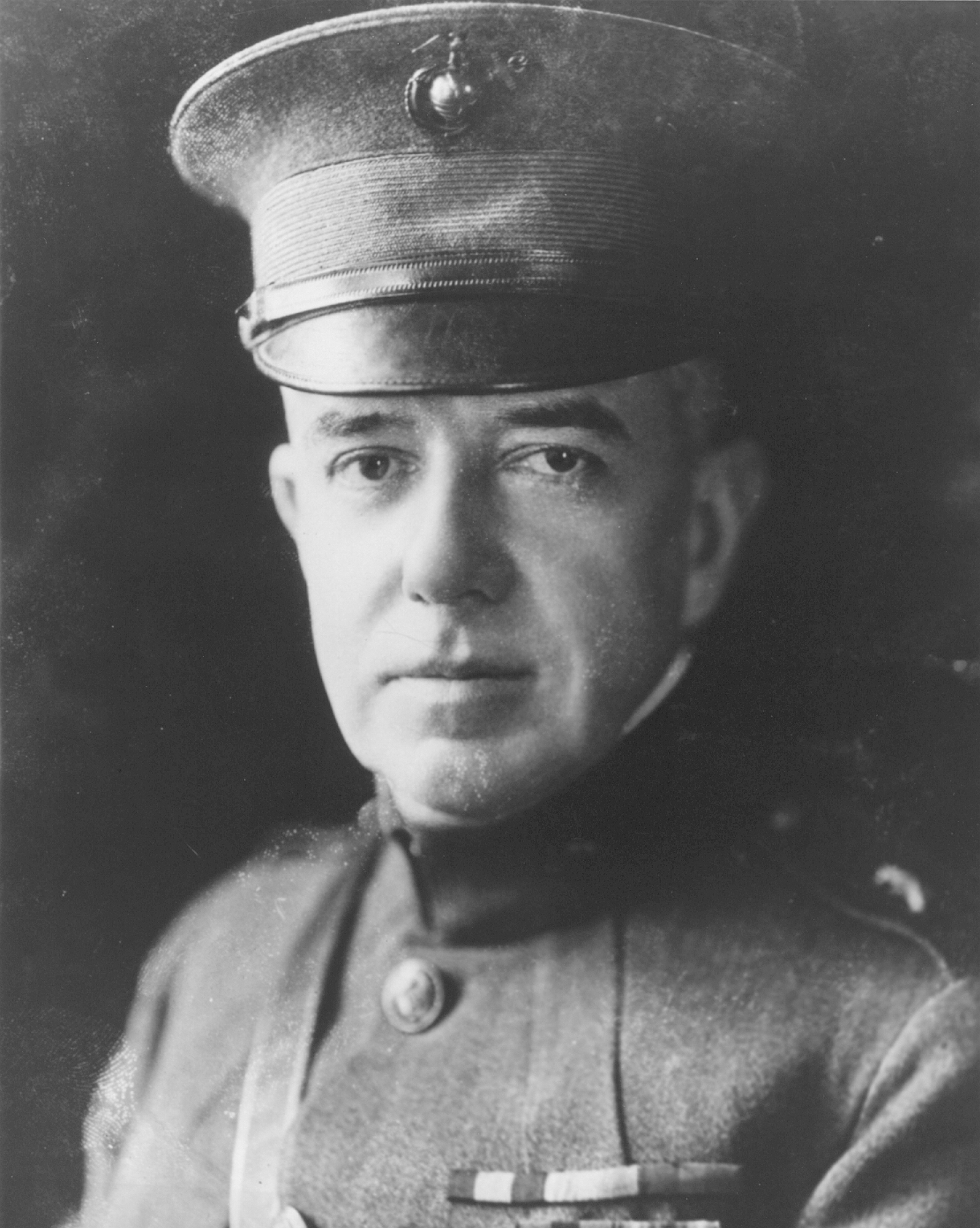
John H. Russell, Jr., Commandant of the Marine Corps

John Henry Russell Jr. (* 14. November 1872 in Mare Island (bei Vallejo), Kalifornien; † 6. März 1947 in Coronado, Kalifornien) war im Rang eines Generalmajors Befehlshaber des amerikanischen Marine Corps (Commandant of the Marine Corps).

## Leben
Russell wurde am 14. November 1872 auf dem Gelände der damaligen Marinewerft Mare Island in Kalifornien als Sohn von Konteradmiral (Rear Admiral) John Henry Russell geboren. Im Mai 1888 wurde er von Präsident Grover Cleveland zur Ausbildung an der United States Naval Academy einberufen. Die Ausbildung beinhaltete zwei Jahren Praktikum auf See. Am 1. Juli 1894 wurde er nach bestandenen Abschlussprüfungen als Second Lieutenant in das Marine Corps versetzt.

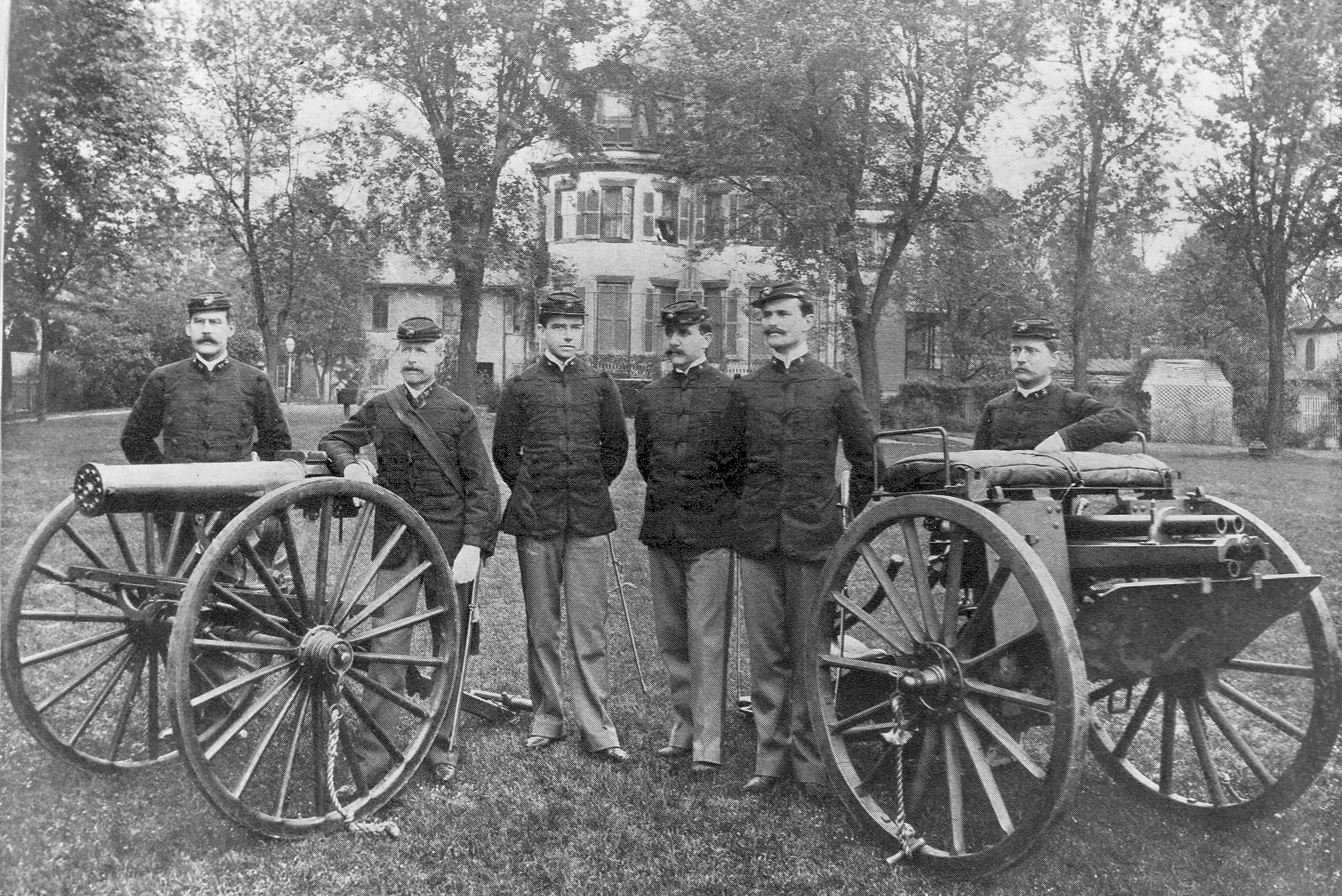
Marine Corps Offiziere 1896 in den Marine Barracks, Washington, D.C. Der damalige Second Lieutenant Russell als dritter von links.

Nach der Ernennung zum Offizier des Marine Corps durchlief er bis 1895 die spezielle Ausbildung der Marineinfanterie an der damaligen School of Application in Washington, D.C. Anschließend blieb er für ein weiteres Jahr als Ausbilder an der Schule.
Während der Zeit in Washington, D.C. heiratete er Mabel Cecile Hornby Howard. Das Ehepaar hatte ein Kind, nämlich die später als Philanthropin bekannt gewordene Roberta Brooke Russell.
Nach seinem Ausscheiden aus dem aktiven Dienst Ende 1936 wandte sich Russell dem Journalismus zu und arbeitete an der Analyse militärischer Themen.
Er nahm die von seinem Vater geerbte Mitgliedschaft im Military Order of the Loyal Legion of the United States (MOLLUS; patriotische Vereinigung) wahr.
Russell starb am 6. März 1947 in Coronado, Kalifornien, und wurde auf dem Nationalfriedhof Arlington National Cemetery beigesetzt.

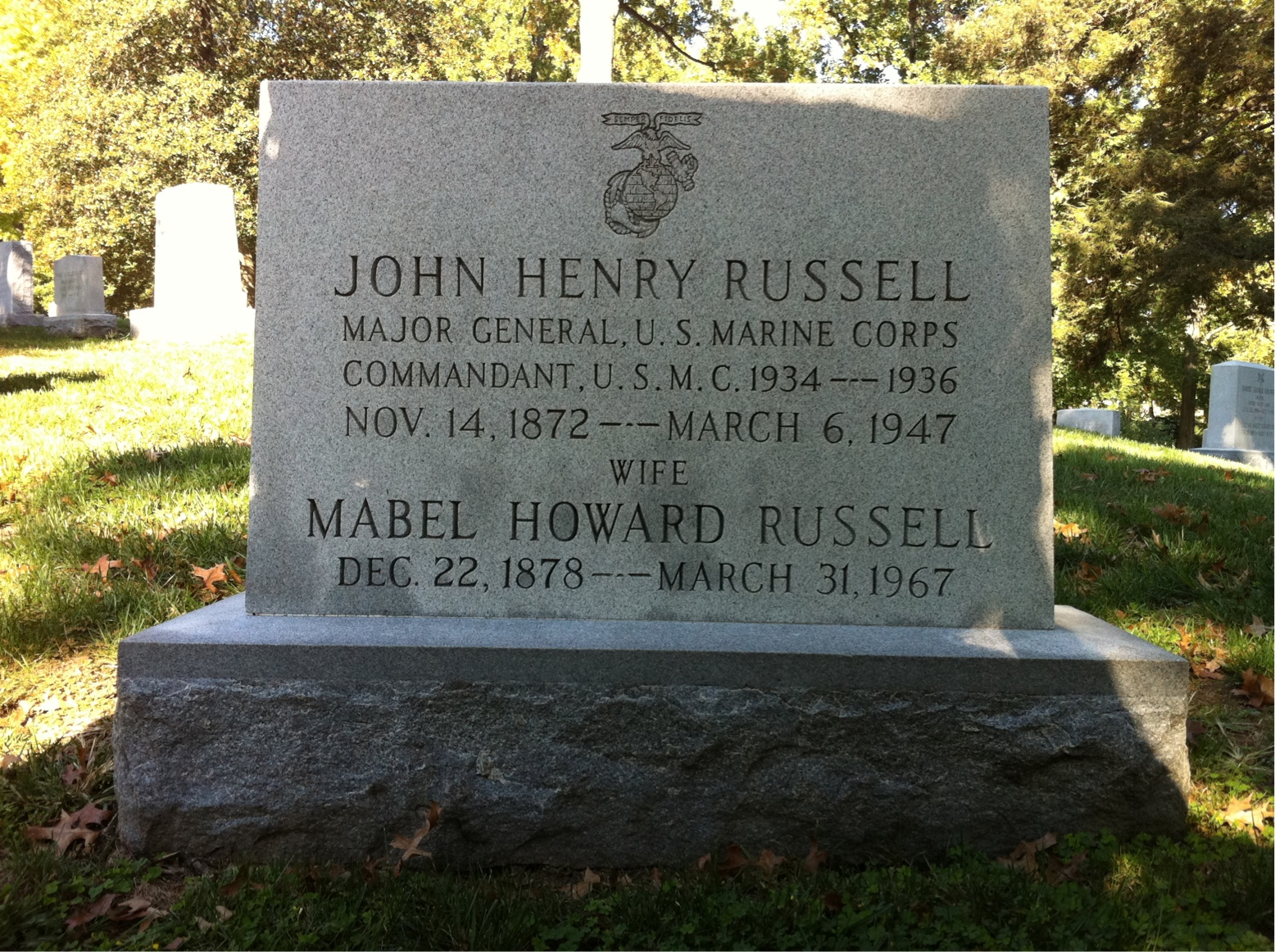
Russels Grabstätte, Arlington National Cemetery

## Militärische Laufbahn

### Frühe Jahre
Im Jahr 1896 kam er an Bord der USS Massachusetts, die dem Nordatlantik Geschwader (ab 1902 Nordatlantik Flotte) der US Navy angehörte. Nach Beendigung des Spanisch-Amerikanischen Kriegs 1898 ging er mit sehr guter Beurteilung durch den Kommandanten des Schiffes (schriftliche Anerkennung gegenüber dem Secretary of the Navy; Letter of Commendation) von Bord.
Nach einem Einsatz auf Guam wurde er mit der Leitung eines Lehrgangs an der Ausbildungseinrichtung des Marine Corps in Washington, D.C. (s. o.; School of Application) beauftragt. Es schlossen sich verschiedene Verwendungen bei Marinewerften an, bis er von 1902 bis 1904 das Kommando über die Marine Corps Abteilung an Bord der Oregon erhielt.
Seine nächste Verwendung an Land führte ihn an die Offizierschule in Annapolis, Maryland. Im Jahr 1906 wurde er an den Marinestützpunkt in Honolulu, Hawaii, versetzt. Es folgte das Kommando über die Marineinfanterieeinheit in Camp Elliott, Panamakanalzone. Ab September 1908 wurde er am Naval War College, Newport, Rhode Island, im Stabsdienst eingesetzt.
Vom 14. November 1910 bis 30. April 1913 kommandierte er die Marine Corps Abteilung an der amerikanischen diplomatischen Vertretung (Legation) in Peking. In diese Zeit fiel der Wechsel vom chinesischen Kaiserreich zu einer Republik; die damit verbundenen Unruhen in und um Peking machten diese Aufgabe besonders herausfordernd und schwierig.
Mit Rückkehr in die Vereinigten Staaten wurde er dem Office of Naval Intelligence im Marineministerium (Navy Department) zugeteilt. Während der Zeit dort, die bis 1917 andauerte, erfolgte von Mai bis November 1914 eine Abordnung zur U.S. Army als Kommandeur eines Bataillons in Veracruz, Mexiko.

### Dienst in der Karibik (Westindien)
Anfang März 1917 übernahm Russell das Kommando über das 3. Regiment des Marine Corps dessen Hauptquartier sich in Santo Domingo, Dominikanische Republik, befand. Bereits nach Kurzem erhielt er Befehl, das 4. Regiment mit Hauptquartier in Santiago de los Caballeros zu übernehmen. Im Oktober 1917 wurde er in die Republik Haiti beordert, um die dort stationierte Abteilung der Marines zu übernehmen. Diesen Auftrag erfüllte er bis zum 7. Dezember 1918.
Nach seiner Rückkehr nach Washington wurde er der Planungsabteilung im Hauptquartier des Marine Corps zugeteilt und diente dort bis September 1919. Dann wurde er erneut nach Haiti gesandt, um die 1. Brigade des Marine Corps als Kommandeur zu übernehmen. In dieser Funktion blieb er bis Februar 1922, als er auf einstimmige Empfehlung des US-Senatsausschusses, der die Angelegenheiten in Haiti untersuchte, zum amerikanischen Hochkommissar in Haiti mit offiziellem Rang eines außerordentlichen Botschafters ernannt wurde. Zum Dienstgrad Brigadegeneral befördert, blieb Russell bis November 1930 in Haiti.

### Späte Dienstjahre und Pensionierung
Nach seiner Rückkehr in die Vereinigten Staaten wurde Russell kommandierender General der Marine Corps Base, San Diego, Kalifornien. Im Dezember 1931 wurde er mit dem Kommando der Marines Kasernen in Quantico, Virginia, betraut. Im Februar 1933 wurde er stellvertretender Befehlshaber des Marine Corps im Hauptquartier. Zum Dienstgrad eines Generalmajor befördert, rückte Russell am 1. März 1934 zum Befehlshaber (Commandant) des Marine Corps auf. Diese Position hatte er bis zu seinem Eintritt in den Ruhestand am 1. Dezember 1936 inne.
Während der Amtszeit von Generalmajor Russell als Befehlshaber des Marine Corps wurde das System der Beförderung von Offizieren nach Dienstalter auf das System der Beförderung durch Auswahl umgestellt; die 1. Marinebrigade wurde aus Haiti abgezogen und der Reservistenarbeit wurde mehr Aufmerksamkeit geschenkt.

### Beförderungen
- 1. Juli 1894: Leutnant (Second lieutenant)
- 10. August 1898: Oberleutnant (First lieutenant)
- 3. März 1899: Hauptmann (Captain)
- 6. Juni 1906: Major
- 29. August 1916: Oberstleutnant (Lieutenant colonel)
- 26. März 1917: Oberst (Colonel)
- 1. Januar 1922: Brigadegeneral (Brigadier general)
- 1. September 1933: Generalmajor (Major general)

## Auszeichnungen und Ehrungen
Russell wurde mit dem Navy Cross, der Navy Distinguished Service Medal, der Sampson Medal (West Indies Naval Campaign Medal), der Marine Corps Expeditionary Medal, Spanish Campaign Medal, Mexican Service Medal, der World War I Victory Medal (mit „Westindien“-Spange), der Haitian Campaign Medal, Haitian Military Medal und dem Marine Corps Distinguished Marksman Badge ausgezeichnet.

„The President of the United States of America takes pleasure in presenting the Navy Cross to Colonel John Henry Russell (MCSN: 0-854), United States Marine Corps, for distinguished service in the line of his profession in able administration of the First Provisional Brigade of Marines in Haiti, and for wisdom and tact in all his dealings with the officials of the Haitian Government and people.“

„Der Präsident der Vereinigten Staaten von Amerika ist erfreut, Oberst John Henry Russell (MCSN: 0-854), United States Marine Corps, das Navy Cross für hervorragende Dienste in Ausübung seines Berufes bei der fähigen Führung der Ersten Provisorischen Marinebrigade in Haiti und für Klugheit und Taktgefühl im Umgang mit den Beamten der haitianischen Regierung und dem Volk zu verleihen.“

Der Flugkörperzerstörer USS Russell (DDG-59) wurde nach John H. Russell und seinem Vater benannt.
Russell Avenue im Marine Corps Recruit Depot (MCRD) in San Diego wurde ebenfalls nach Generalmajor Russell benannt.